# Carcelia musca
Carcelia musca là một loài ruồi trong họ Tachinidae.